# 화천기계
화천기계(Hwacheon Machinery Co. Ltd.)는 대한민국의 공작기계와 자동차 부품 기업으로 화천기공의 자회사이다. 본사는 서울시 서초구 방배로 46 (방배동, 화천기계빌딩)에 위치해 있으며 대표이사는 권형석, 권형운이다.

## 논란
- 2022년 2대 주주인 보아스에셋이 화천기계가 소유한 이익잉여금 1034억원 가운데 693억원(1주당 3500원)을 배당하는 안건으로 임시주주총회를 허용해달라는 소송을 제기하였다[2]
- 회사의 전 감사가 조국 조국혁신당 대표와 미국 버클리대학 로스쿨 동문이라는 이유로 조국 테마주로 분류되었다.[3]

## 같이 보기
- 조국 (법학자)
- 공작기계

## 참고문헌
1. ↑  ‘슈퍼개미’ 김성진이 찍은 화천기계… 무늬만 ‘경영권 분쟁’ 주의보, 조선비즈, 2022.12.19
2. ↑  차은지, 화천기계, 슈퍼개미와 경영권 분쟁 소식에 주가 '급등', 한국경제, 2022.09.20
3. ↑  김준형, 화천기계, 주가 급등...조국 총선 출마에 들썩, 빅데이터뉴스, 2024-2-27